# Adams-Stokes-Syndrom
Als Adams-Stokes-Syndrom (auch: Morgagni-Adams-Stokes-Anfall oder kurz MAS-Anfall) bezeichnet man eine plötzlich auftretende, kurzdauernde Bewusstlosigkeit (Synkope), für deren Auftreten ein spontan auftretendes oder chronisch vorhandenes kardiologisches Problem verantwortlich ist. Der vorübergehende Zustand der plötzlichen Bewusstlosigkeit wird dabei meist durch Herzrhythmusstörungen (SA-Block oder AV-Block) ausgelöst und kann von einem Krampfanfall begleitet werden.

## Erstbeschreibung und Namensgebung
Die aus Dublin stammenden Mediziner Robert Adams (1791–1875) und William Stokes (1804–1878) sind die beiden Namensgeber des Adams-Stokes-Syndrom. Zuerst beschrieben wurde das Syndrom jedoch im Jahr 1717 vom slowenischen Arzt Marcus Gerbezius in der Zeitschrift der Leopoldina. Giovanni Battista Morgagni, der im Schrifttum allgemein als Erstbeschreiber angegeben wird, veröffentlichte erst im Jahr 1761 seine Beobachtungen, dass bei dieser Form der Bewusstseinsstörungen immer ein vollständiger Pulsverlust vorausgeht. Weitere Beschreibungen verfassten T. Spens (1793), Robert Adams (1827), J. R. Gibson (1838) und T. H. Holberton (1841) sowie, im Rahmen einer ersten Übersicht über das Krankheitsbild, William Stokes (1946).

## Beschreibung
Die Anfälle sind zumeist dadurch gekennzeichnet, dass die Betroffenen ohne Vorboten (Prodromi) erst blass und dann plötzlich bewusstlos werden. Patienten können dabei (aufgrund der Asystolie und darauf folgenden Hypoxie) zusätzlich einen Krampfanfall erleiden. Mit den Wiedererlangen des Bewusstseins, durch eine normalisierte Herztätigkeit, verschwindet auch die während des Anfalls typische Blässe.
Für den Moment der Bewusstlosigkeit ist eine Erinnerungslücke typisch.

## Diagnose
Die Diagnose wird im EKG gestellt. Nur ist es manchmal sehr mühsam bis unmöglich, solche Zustände zu erfassen, wenn der Patient nicht gerade im Moment des Anfalles z. B. ein Langzeit-EKG-Speichergerät trägt. Allerdings kann man nach Implantation eines Event-Recorders oder eines Herzschrittmachers (siehe unten) solche Ereignisse später aus dem Speicher auslesen. Schrittmacher und andere moderne Implantate (Implantierbarer Kardioverter-Defibrillator) speichern die abgeleiteten Signale aller Herzschläge dauerhaft und können so im Nachhinein die Diagnose bestätigen; ein Event-Recorder ist im Prinzip ein implantiertes Langzeit-EKG-Gerät.

## Ursachen
Herzrhythmusstörungen sind der häufigste Auslöser des Adams-Stokes-Syndroms. Als Ursachen konnten in 50 bis 60 Prozent der Fälle, eine vorausgegangene SA-Blockierung festgestellt werden, während eine in 30 bis 40 Prozent der Fälle eine AV-Blockierung und in den restliche Fällen entweder Tachykardie oder Kammerflimmern die Ursachen waren.

## Therapie
Die Therapie von Adams-Stokes-Anfällen ist in aller Regel die Implantation eines permanenten Herzschrittmachers, sofern nicht andere behebbare Ursachen (z. B. Arzneimittel wie Digitalis oder Betablocker) für die Beschwerden verantwortlich sind. Zwischen dem Ereignis und der Implantation muss der Patient intensiv überwacht werden.

## Historische Literatur
- Giovanni Battista Morgagni: De sedibus, et causis morborum per anatomen indagatis. Venedig 1761. Band 4: Epist. Anatom. Med. LXIV.
- R. Adams: Cases of diseases of the heart accompanied with pathological observations. In: Dublin Hosp Rep. 4, 1827, S. 353.
- W. Stokes: Observations on some cases of permanently slow pulse. Dublin Q J Med Sci. 2, 1846, S. 73.